# Letter beacon
I letter beacon sono segnali (simili a quelli prodotti da un radiofaro) di origine incerta e con scopi sconosciuti, consistenti in una trasmissione radio di una singola lettera ripetuta in codice Morse.
Vengono anche chiamati, sulla base di lievi differenze:
- SLB: Single Letter Beacons (segnali a lettera singola);
- SLHFB: Single Letter High Frequency Beacons (segnali a lettera singola in HF)
- SLHFM: Single Letter High Frequency Markers (marcatori a lettera singola in HF)
- marcatori di canale
- marcatori cluster
- marcatori FSK
- MX, una designazione ENIGMA

La designazione ENIGMA è la più opportuna e classifica questi segnali in tre categorie:
- MXb: segnali di propagazione a lettera singola
- MXm: marcatori di canale a lettera singola
- MXr: altri marcatori correlati

Si suppone che molti dei letter beacon abbiano origine da postazioni militari usate dalla Russia o dalla marina statunitense. Altri segnali, i cosiddetti phantom fishnet beacon, (radiofari posti solitamente su una boa atti a segnalare la presenza di una rete da pesca, in questo caso di origine sconosciuta) si suppone si trovino nel sud dell'oceano Atlantico. Vi è stato un caso in cui l'origine di una trasmissione di questo tipo è stata ricondotta ad un trasmettitore legato a due palme in una spiaggia isolata della Florida.
Scoperte alla fine degli anni sessanta, lo scopo di queste trasmissioni è sconosciuto. Si è ipotizzato che siano marcatori di canale, che siano usate nel tracciamento dei satelliti o, ancora, per scopi di protezione civile. Alcune stazioni come il marcatore U (identificato dalla lettera trasmessa) sono state usate per operazioni di radio jamming. Le frequenze utilizzate vengono spesso cambiate e, occasionalmente, vengono trasmesse voci o segnali di tipo RTTY (a volte identificabili come bollettini meteorologici o informazioni cifrate).
Gli elevati costi per mantenere stazioni simili rendono assai improbabili le bufale.